# 丝绸之路 (BBC纪录片)
《丝绸之路》（英語：The Silk Road）是英国广播公司于2016年推出的关于丝绸之路的纪录片，共三集，在英国广播公司第四台播送。